# 伊号第百七十九潜水艦
| 画像をアップロード | |
| 艦歴               | |
| 計画               | 昭和14年度計画（第四次海軍軍備充実計画）                                                                               |
| 起工               | 1941年8月21日 |
| 進水               | 1942年7月16日 |
| 就役               | 1943年6月18日 |
| その後             | 1943年7月14日沈没 |
| 除籍               | 1944年4月15日 |
| 性能諸元           | |
| 排水量             | 基準：1,630トン 常備：1,833トン 水中：2,602トン                                                                        |
| 全長               | 105.50m |
| 全幅               | 8.25m |
| 吃水               | 4.60m |
| 機関               | 艦本式1号乙8型ディーゼル2基2軸 水上：8,000馬力 水中：1,800馬力                                                         |
| 速力               | 水上：23.1kt 水中：8.0kt                                                                                               |
| 航続距離           | 水上：16ktで8,000海里 水中：5ktで50海里                                                                                |
| 燃料               | 重油：354.7t |
| 乗員               | 86名 |
| 兵装               | 45口径十一年式12cm単装砲1門 25mm機銃連装1基2挺 53cm魚雷発射管 艦首6門 九五式魚雷12本 九三式水中聴音機 （九三式探信儀） |
| 備考               | 安全潜航深度：80m |

伊号第百七十九潜水艦（いごうだいひゃくななじゅうくせんすいかん）は、日本海軍の潜水艦。伊百七十六型潜水艦（海大VII型）の4番艦。

## 艦歴
- 1941年（昭和16年）8月21日 - 川崎造船所で起工。
- 1942年（昭和17年）7月16日 - 進水
- 1943年（昭和18年）6月18日 - 竣工。佐世保鎮守府籍となり第1艦隊第11潜水隊に編入[2][3]。
  - 7月14日 - 伊予灘で訓練中に事故により沈没。湯浅艦長以下85名が殉職[2][3]。
- 1944年（昭和19年）4月15日 - 除籍
- 1956年（昭和31年）4月 - 1957年（昭和32年）3月1日にかけて北星船舶工業により浮揚され、呉で解体された[4]。

## 事故の状況
1943年7月14日夜、国東半島沖で急速浮上を実施後に物資を揚陸する訓練を行っていた。浮上後、最前部の1番ベント弁が開き、1番メインタンクの空気が放出され、各メインタンクに注水されたため、艦体が急速に沈下すると共にハッチから浸水が起こり沈没した。

## 歴代艦長
※『艦長たちの軍艦史』439頁による。

### 艤装員長
- 湯浅弘 少佐：1943年3月16日 -

### 艦長
- 湯浅弘 少佐：1943年6月18日 - 7月14日殉職